# Coca-Cola Arena
La Coca-Cola Arena è un'arena polifunzionale situata nella zona della City Walk, a Dubai, negli Emirati Arabi Uniti.
La struttura è stata inaugurata il 6 giugno 2019 e ha una capienza complessiva di 17 000 posti. L'area di gioco centrale, che misura 86 x 45 metri, può accogliere 5 000 persone, a cui si aggiungono 5 000 posti al primo livello, 5 000 al quarto livello e tra 1 500 e 2 000 posti nelle suite VIP.
Di proprietà della Dubai Holdings Entertainment e gestita da ASM Global, l’arena ospita eventi di vario tipo, tra cui concerti, manifestazioni sportive, spettacoli per famiglie e cerimonie.

## Struttura

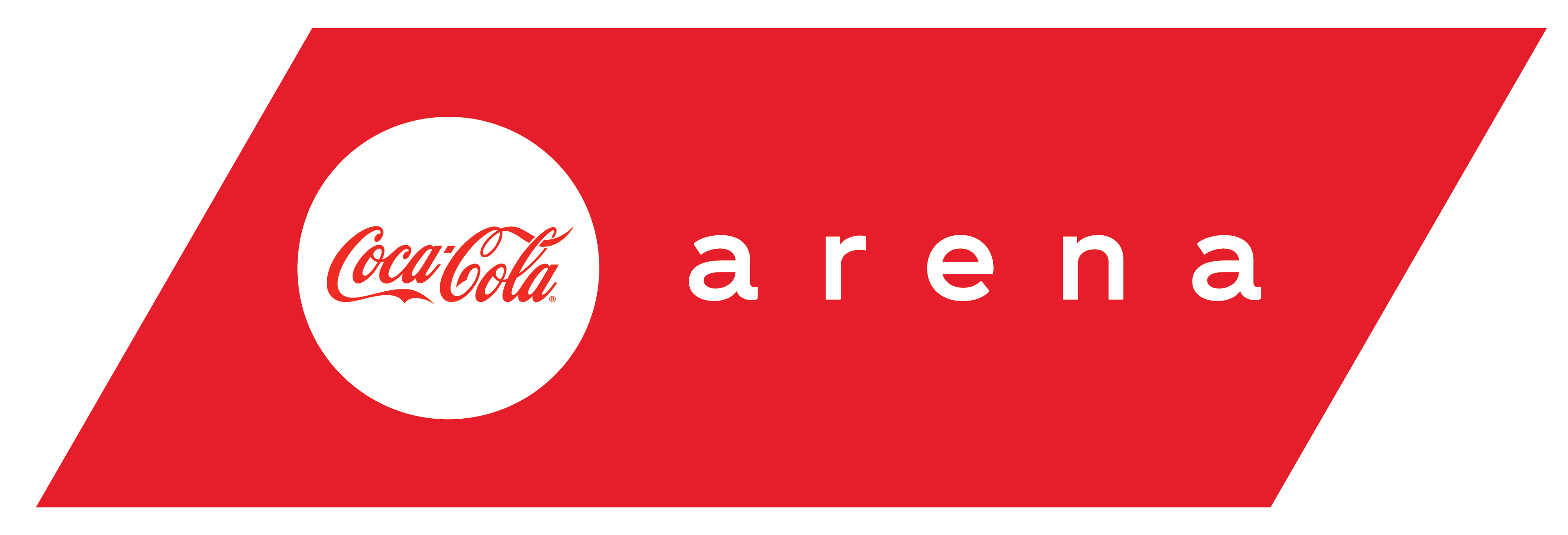
Logo dell'arena.

La Coca-Cola Arena è una delle arene tecnologicamente più avanzate al mondo. La struttura del tetto può sostenere 190 tonnellate per metro. Comprende 17 ascensori, 26 scale mobili, quattro spogliatoi sportivi, otto camerini per artisti, più di 35 punti di ristorazione e 28 postazioni per sedie a rotelle con relativi posti per accompagnatori. La parte anteriore della Coca-Cola Arena è dotata di un sistema di illuminazione a facciata composto da 4 600 LED. L'arena è tradizionalmente illuminata di rosso per rappresentare il nome dell’arena.
La Coca-Cola Arena può ospitare fino a 17 000 persone e può essere configurata in una varietà di modalità di seduta e visuale, tra cui palco frontale (end-stage), centrale (in-the-round) e modalità intima. Questo consente di ospitare qualsiasi tipo di evento, dai grandi concerti musicali agli spettacoli, fino alle cene di gala. Il settore centrale principale (main bowl) è composto da quattro livelli. I livelli uno e quattro sono costituiti da posti fissi, mentre i livelli due e tre sono composti da suite per ospiti. Un ulteriore livello di seduta può essere aggiunto grazie a posti retrattili automatici disposti sul pavimento del settore centrale. Una terrazza panoramica è inoltre posizionata all'estremità del palco al livello tre e può essere utilizzata per pacchetti premium e feste post-evento.

## Eventi ospitati

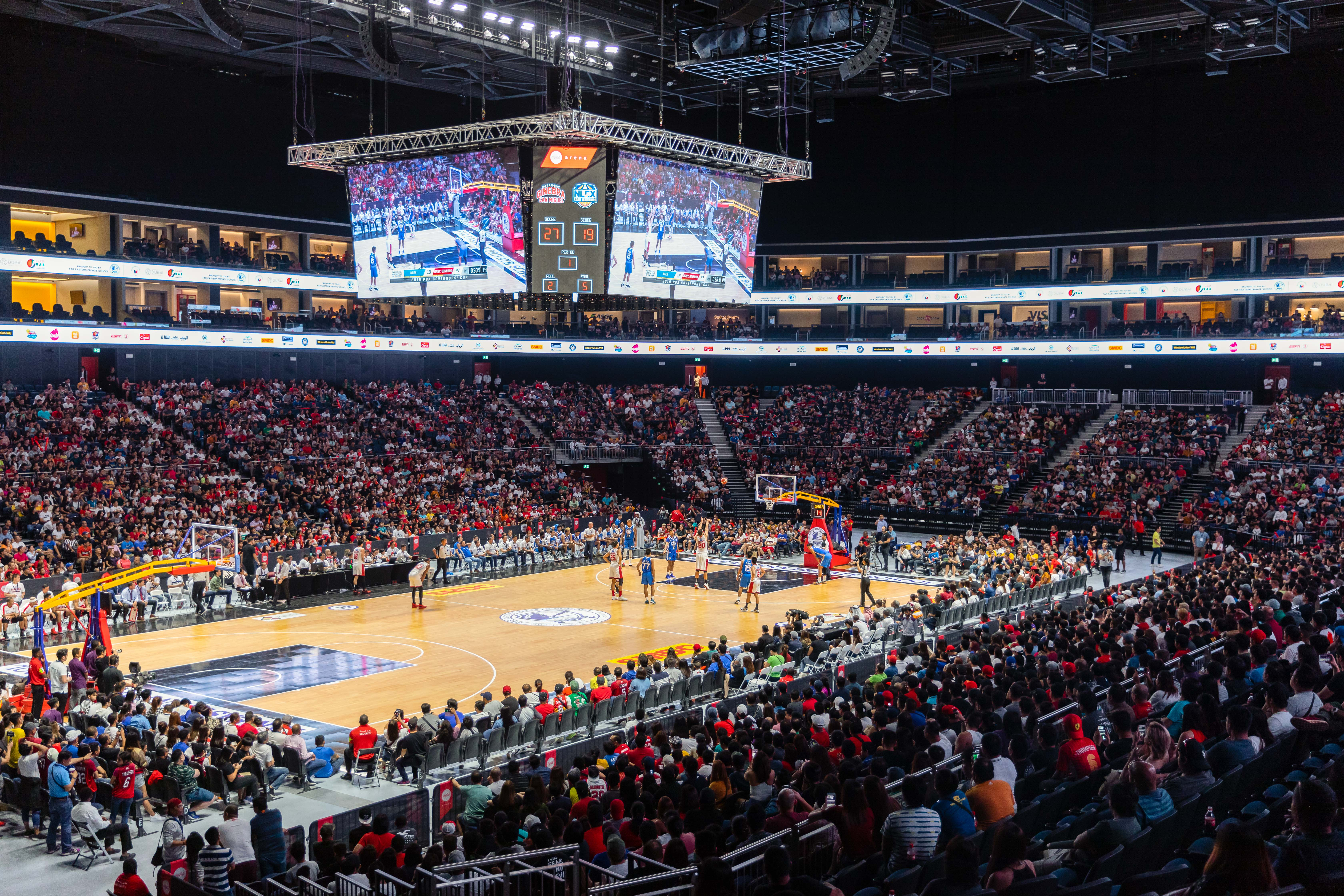
Una partita della Philippine Basketball Association disputata all'arena.

La Coca-Cola Arena ha ospitato concerti di artisti come i Simple Minds, i Bastille, Demi Lovato, Hans Zimmer, Lewis Capaldi, Jason Derulo, 50 Cent, Martin Garrix, i Maroon 5, le Bini e molti altri cantanti.
Oltre a ciò, ha accolto numerosi spettacoli comici, con la partecipazione di comici famosi come Kevin Hart, Michael McIntyre e Trevor Noah.
Nel 2024 l'arena ha ospitato il Euroleague Basketball Next Generation Tournament, vinto dalla squadra giovanile del Ratiopharm Ulm.
Dall'estate del 2024 la Coca-Cola Arena è diventata l'arena di casa della squadra di Pallacanestro del Dubai Basketball Club, squadra degli Emirati Arabi Uniti che compete nella ABA Liga.
Nel giugno del 2025 l'arena sarà la sede delle Finali della Basketball Champions League Asia 2025, la massima competizione continentale per club di pallacanestro in Asia.